# Afrikaspiele 2019/Leichtathletik

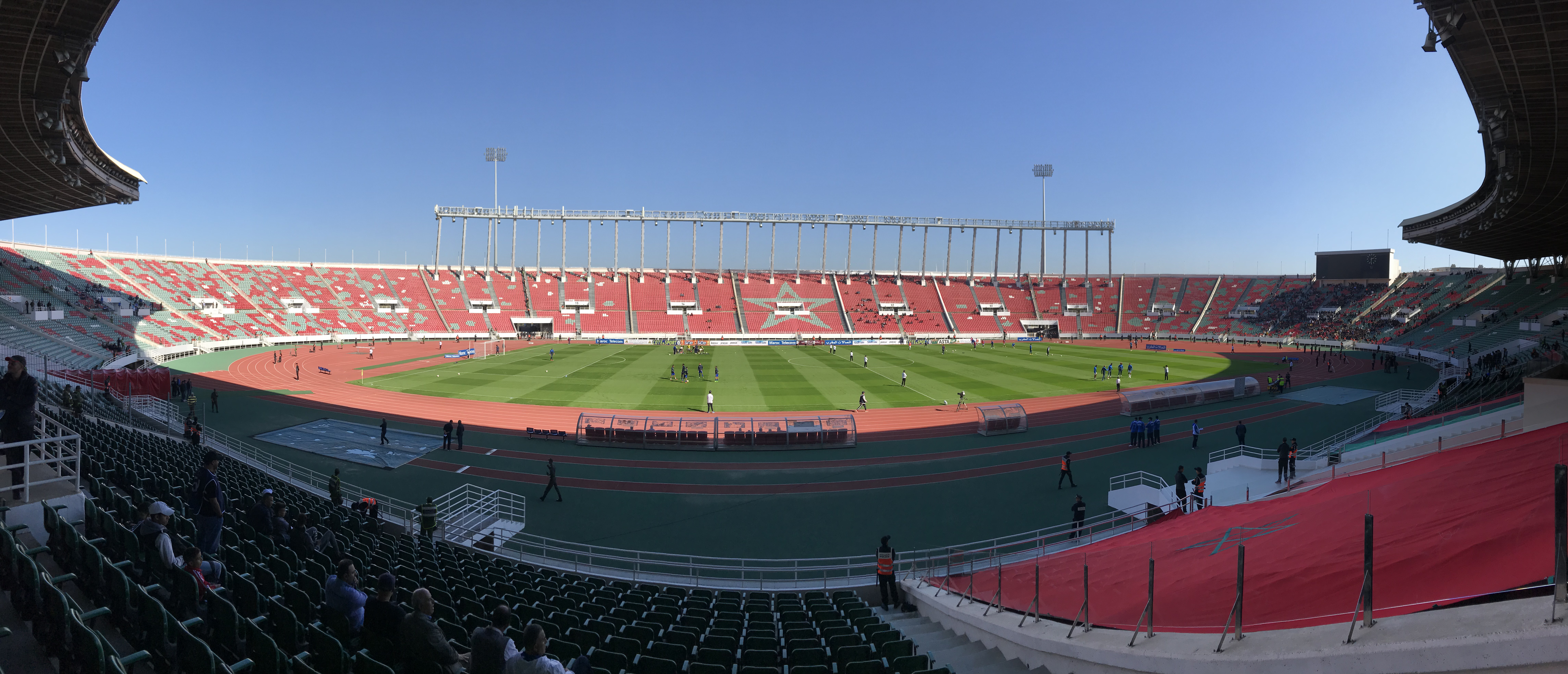
Stade Moulay Abdallah (2018)

Bei den Afrikaspielen 2019 in Rabat, der Hauptstadt Marokkos, fanden vom 26. bis 30. August 46 Bewerbe in der Leichtathletik statt, je 23 für Damen und Herren.

## Männer

### 100 m
| Platz | Athlet              | Land | Zeit (s) |
| ----- | ------------------- | ---- | -------- |
| 1     | Raymond Ekevwo      | NGR  | 9,96 PB  |
| 2     | Arthur Cissé        | CIV  | 9,97     |
| 3     | Usheoritse Itsekiri | NGR  | 10,02 PB |
| 4     | Joseph Paul Amoah   | GHA  | 10,11    |
| 5     | Sean Safo-Antwi     | GHA  | 10,18    |
| 6     | Chederick van Wyk   | RSA  | 10,31    |
| 7     | Ebrima Camara       | GAM  | 10,33    |
| 8     | Thando Dlodlo       | RSA  | 10,33    |

27. August

### 200 m
| Platz | Athlet             | Land | Zeit (s) |
| ----- | ------------------ | ---- | -------- |
| 1     | Sydney Siame       | ZAM  | 20,35    |
| 2     | Divine Oduduru     | NGR  | 20,54    |
| 3     | Anaso Jobodwana    | RSA  | 20,56    |
| 4     | Guy Maganga Gorra  | GAB  | 20,77    |
| 5     | Sibusiso Matsenjwa | SWZ  | 20,83    |
| 6     | Ogho-Oghene Egwero | NGR  | 21,00    |
| 7     | Leaname Maotoanong | BOT  | 21,04    |
| 8     | Mike Mokamba       | KEN  | 21,05    |

30. August

### 400 m
| Platz | Athlet                 | Land | Zeit (s) |
| ----- | ---------------------- | ---- | -------- |
| 1     | Leungo Scotch          | BOT  | 45,27    |
| 2     | Thapelo Phora          | RSA  | 45,59    |
| 3     | Chidi Okezie           | NGR  | 45,61    |
| 4     | Gilles Anthony Afoumba | CGO  | 45,96    |
| 5     | Alphas Kishoyian       | KEN  | 45,97    |
| 6     | Ifeanyi Emmanuel Ojeli | NGR  | 46,05    |
| 7     | Ditiro Nzamani         | BOT  | 46,15    |
| 8     | Gardeo Isaacs          | RSA  | 46,79    |

28. August

### 800 m
| Platz | Athlet                      | Land | Zeit (min)    |
| ----- | --------------------------- | ---- | ------------- |
| 1     | Abdessalem Ayouni           | TUN  | 1:45,17 GR NR |
| 2     | Cornelius Tuwei             | KEN  | 1:45,41       |
| 3     | Oussama Nabil               | MAR  | 1:45,42 PB    |
| 4     | Abel Kipsang                | KEN  | 1.45,43 PB    |
| 5     | Mostafa Smaili              | MAR  | 1:45,73       |
| 6     | Nicholas Kiplangat Kipkoech | KEN  | 1:46,08       |
| 7     | Mohamed Belbachir           | ALG  | 1:46,10       |
| 8     | Tshepiso Masalela           | BOT  | 1:46,82 PB    |

28. August

### 1500 m
| Platz | Athlet                 | Land | Zeit (min) |
| ----- | ---------------------- | ---- | ---------- |
| 1     | George Manangoi        | KEN  | 3:38,27    |
| 2     | Ayanleh Souleiman      | DJI  | 3:38,44    |
| 3     | Charles Cheboi Simotwo | KEN  | 3:38,51    |
| 4     | Abdalaati Iguider      | MAR  | 3:38,59    |
| 5     | Hicham Ouladha         | MAR  | 3:39,00    |
| 6     | Gabriel Geay           | TAN  | 3:39,29 PB |
| 7     | Kebede Endale          | ETH  | 3:40,01    |
| 8     | Boaz Kiprugut          | KEN  | 3:40,44    |

30. August

### 5000 m
| Platz | Athlet                     | Land | Zeit (min) |
| ----- | -------------------------- | ---- | ---------- |
| 1     | Robert Kiprop              | KEN  | 13:30,96   |
| 2     | Edward Pingua Zakayo       | KEN  | 13:31,40   |
| 3     | Richard Yator              | KEN  | 13:31,41   |
| 4     | Abe Gashahun               | ETH  | 13:31,29   |
| 5     | Oscar Chelimo              | UGA  | 13:32,96   |
| 6     | Antenayehu Dagnachew Yisma | ETH  | 13:37,85   |
| 7     | Soufiane Bouqantar         | MAR  | 13:38,87   |
| 8     | Hassan Bouh Ibrahim        | DJI  | 13:39,37   |

30. August

### 10.000 m
| Platz | Athlet                 | Land | Zeit (min) |
| ----- | ---------------------- | ---- | ---------- |
| 1     | Berehanu Tsegu         | ETH  | 27:56,81   |
| 2     | Aron Kifle             | ERI  | 27:57,79   |
| 3     | Jemal Yimer            | ETH  | 27:59,02   |
| 4     | Edwin Cheruiyot Soi    | KEN  | 28:05,70   |
| 5     | Noel Hitimana          | RWA  | 28:11,84   |
| 6     | Onesphore Nzikwinkunda | BDI  | 28:11,90   |
| 7     | Abadi Hadis            | ETH  | 28:27,38   |
| 8     | Samuel Kibet           | UGA  | 28:32,89   |

27. August

Die Integritätskommission (AIU) des Leichtathletikweltverbandes (IAAF) gab Mitte Oktober 2019 bekannt, dass Berehanu Tsegu nach einem positiven Dopingtest auf EPO vorläufig suspendiert wurde.

### Halbmarathon
| Platz | Athlet                 | Land | Zeit (h)   |
| ----- | ---------------------- | ---- | ---------- |
| 1     | Titus Ekiru            | KEN  | 1:01:42 GR |
| 2     | Mohamed Reda el-Aaraby | MAR  | 1:02:44    |
| 3     | Hamza Sahli            | MAR  | 1:02:45 PB |
| 4     | Morris Gachaga         | KEN  | 1:02:51    |
| 5     | Panuel Mkungo          | KEN  | 1:03:10    |
| 6     | Yasin Haji Hayato      | ETH  | 1:03:36    |
| 7     | Robert Chemonges       | UGA  | 1:03:57    |
| 8     | Guye Adola Idemo       | ETH  | 1:04:12    |

30. August

### 110 m Hürden
| Platz | Athlet               | Land | Zeit (s) |
| ----- | -------------------- | ---- | -------- |
| 1     | Amine Bouanani       | ALG  | 13,60 PB |
| 2     | Oyeniyi Abejoye      | NGR  | 13,90    |
| 3     | Louis François Mendy | SEN  | 14,05    |
| 4     | Wellington Zaza      | LBR  | 14,10    |
| 5     | Jeremie Lararaudeuse | MRI  | 14,22    |
| 6     | Ramy el-Mahdy        | EGY  | 14,27 PB |
|       | Lyés Mokodel         | ALG  | DSQ      |
|       | Kemorena Tisang      | BOT  | DSQ      |

27. August

### 400 m Hürden
| Platz | Athlet                 | Land | Zeit (s) |
| ----- | ---------------------- | ---- | -------- |
| 1     | Abdelmalik Lahoulou    | ALG  | 49,08    |
| 2     | Bienvenu Sawadogo      | BUR  | 49,25 NR |
| 3     | Mohamed Amine Touati   | TUN  | 49,29 PB |
| 4     | Rilwan Alowonle        | NGR  | 49,42 PB |
| 5     | Lindsay Hanekom        | RSA  | 49,98    |
| 6     | Aron Koech             | KEN  | 50,58    |
| 7     | Edward Ngunjiri Wagaki | KEN  | 51,75    |
|       | Creve Armando Machava  | MOZ  | DNF      |

29. August

### 3000 m Hindernis
| Platz | Athlet                   | Land | Zeit (min) |
| ----- | ------------------------ | ---- | ---------- |
| 1     | Benjamin Kigen           | KEN  | 8:12,39    |
| 2     | Getnet Wale              | ETH  | 8:14,06    |
| 3     | Soufiane el-Bakkali      | MAR  | 8:19,45    |
| 4     | Takele Nigate            | ETH  | 8:23,48    |
| 5     | Boniface Abel Sikowo     | UGA  | 8:28,53    |
| 6     | Mohamed Tindouft         | MAR  | 8:33,30    |
| 7     | Salem Mohamed Attiaallah | EGY  | 8:34,87    |
| 8     | Mohamed Ismail Ibrahim   | DJI  | 8:42,59    |

26. August

### 4 × 100 m Staffel
| Platz | Land           | Athleten                                                                                      | Zeit (s) |
| ----- | -------------- | --------------------------------------------------------------------------------------------- | -------- |
| 1     | Ghana          | Sean Safo-Antwi Benjamin Azamati Martin Owusu-Antwi Joseph Paul Amoah                         | 38,30 GR |
| 2     | Nigeria        | Raymond Ekevwo Divine Oduduru Emmanuel Arowolo Usheoritse Itsekiri                            | 38,59    |
| 3     | Südafrika      | Henricho Bruintjies Anaso Jobodwana Thando Dlodlo Chederick van Wyk                           | 38,80    |
| 4     | Gambia         | Sengan Jobe Momodou Sey Alieu Joof Ebrima Camara                                              | 39,44    |
| 5     | Botswana       | Karabo Mothibi Yateya Kambepera Keene Charles Motukisi Zibane Ngozi                           | 39,52    |
| 6     | Simbabwe       | Dickson Kamungeremu Tatenda Tsumba Kundai Maguranyanga Ngoni Makusha                          | 39,82    |
| 7     | Kamerun        | Jean Tarcisius Batamboc Aboubakar Tetnap Nsangou Mayoumendam Zounedou Raphael Ngague Mberlina | 40,12    |
| 8     | Elfenbeinküste | Gnamien Nehemie N'Goran Adzeu Yapo Jacky Mohamed Lamoni Drabo Ibrahim Diomande                | 40,51    |

28. August

### 4 × 400 m Staffel
| Platz | Land      | Athleten                                                                    | Zeit (min) |
| ----- | --------- | --------------------------------------------------------------------------- | ---------- |
| 1     | Botswana  | Zibane Ngozi Ditiro Nzamani Onkabetse Nkobolo Leungo Scotch                 | 3:02,55    |
| 2     | Südafrika | Ranti Dikgale Ashley Hlungwani Derrick Mokaleng Thapelo Phora               | 3:03,18    |
| 3     | Nigeria   | Sikiru Adeyemi Shedrack Akpeki Orukpe Erayokan Edose Ibadin                 | 3:03,42    |
| 4     | Kenia     | Mike Mokamba Joseph Poghisio Loshangar Aron Koech Alphas Kishoyian          | 3:05,71    |
| 5     | Senegal   | Frédéric Mendy Mouhamadou Bamba Niang Cheikh Tidiane Diouf Ibrahima Mbengue | 3:07.08    |
| 6     | Namibia   | Thasiso Aochumub Gideon Ernst Narib Alexander Bock Warren Goreseb           | 3:10,12    |
| 7     | Äthiopien | Ephrem Mekonnen Assefa Melkamu Amdurahman Abdo Mustefa Edao                 | 3:11,58    |
| 8     | Simbabwe  | Leon Tafirenyika Dickson Kapandura Rodwell Ndlovu Norman Mukwada            | 3:12,41    |

30. August

### 20 km Gehen
| Platz | Athlet                 | Land | Zeit (h) |
| ----- | ---------------------- | ---- | -------- |
| 1     | Samuel Gathimba        | KEN  | 1:22:48  |
| 2     | Yohanis Algaw Wale     | ETH  | 1:22:50  |
| 3     | Wayne Snyman           | RSA  | 1:23:38  |
| 4     | Simon Muriithi Wachira | KEN  | 1:24:40  |
| 5     | Mohamed Saleh          | EGY  | 1:29:42  |
| 6     | Tadilo Getu Melis      | ETH  | 1:29:57  |
| 7     | Allouch Othman         | MAR  | 1:30:08  |
| 8     | Birara Alem Chekol     | ETH  | 1:34:50  |

28. August

### Hochsprung
| Platz | Athlet                 | Land | Höhe (m) |
| ----- | ---------------------- | ---- | -------- |
| 1     | Mpho Links             | RSA  | 2,20     |
| 2     | Mathew Sawe            | KEN  | 2,15     |
| 3     | Breyton Poole          | RSA  | 2,15     |
| 4     | Kabelo Kgosiemang      | BOT  | 2,10     |
| 5     | Lim Koungdoup          | ETH  | 2,10     |
| 5     | Aobakwe Nkobela        | BOT  | 2,10     |
| 7     | Tshwanelo Aabobe       | BOT  | 2,10     |
| 8     | Norris Brioche         | SEY  | 2,00     |
| 8     | Mieguery Kwenda        | ZIM  | 2,00     |
| 8     | Ali Mohd Younes Idriss | SUD  | 2,00     |

30. August

### Stabhochsprung
| Platz | Athlet                | Land | Höhe (m) |
| ----- | --------------------- | ---- | -------- |
| 1     | Hichem Khalil Cherabi | ALG  | 5,00     |
| 2     | Mejdi Chehata         | TUN  | 4,70     |
| 3     | Larbi Bourrada        | ALG  | 4,70     |
| 4     | Samuel Osadolor       | NGR  | 3,00     |

29. August

### Weitsprung
| Platz | Athlet                    | Land | Weite (m) |
| ----- | ------------------------- | ---- | --------- |
| 1     | Yasser Triki              | ALG  | 8,01      |
| 2     | Marouane Kacimi           | MAR  | 7,79      |
| 3     | Romeo N’tia               | BEN  | 7,72      |
| 4     | Archel Evrard Biniakounou | CGO  | 7,71      |
| 5     | Isaac Kirwa               | KEN  | 7,68      |
| 6     | Raymond Nkwemy Tchomfa    | CMR  | 7,67      |
| 7     | Omod Okugn                | ETH  | 7,56      |
| 8     | Mohammed Abubakar         | GHA  | 7,49      |

30. August

### Dreisprung
| Platz | Athlet                 | Land | Weite (m) |
| ----- | ---------------------- | ---- | --------- |
| 1     | Hugues Fabrice Zango   | BUR  | 16,88     |
| 2     | Yasser Triki           | ALG  | 16,71     |
| 3     | Jonathan Drack         | MRI  | 16,53     |
| 4     | Roger Haitengi         | NAM  | 16,33     |
| 5     | Mamadou Chérif Dia     | MLI  | 16,14     |
| 6     | Raymond Nkwemy Tchomfa | CMR  | 16,03     |
| 7     | Marcel Mayack          | CMR  | 15,99     |
| 8     | Jean Claude Roamba     | BUR  | 15,75     |

27. August

### Kugelstoßen
| Platz | Athlet                 | Land | Weite (m) |
| ----- | ---------------------- | ---- | --------- |
| 1     | Chukwuebuka Enekwechi  | NGR  | 21,48 GR  |
| 2     | Mohamed Magdi Hamza    | EGY  | 20,85     |
| 3     | Mostafa Amr Hassan     | EGY  | 20,74     |
| 4     | Orazio Cremona         | RSA  | 20,06     |
| 5     | Franck Elemba          | CGO  | 19,17     |
| 6     | Kyle Blignaut          | RSA  | 17,98     |
| 7     | Henry-Bernard Baptiste | MRI  | 17,88     |
| 8     | Amine Moukhles         | MAR  | 16,12     |

27. August
Der ursprünglich viertplatzierte Nigerianer Dotun Ogundeji wurde nachträglich disqualifiziert, da er zu diesem Zeitpunkt international nicht für Nigeria startberechtigt war.

### Diskuswurf
| Platz | Athlet                      | Land | Weite (m) |
| ----- | --------------------------- | ---- | --------- |
| 1     | Elbachir Mbarki             | MAR  | 56,92     |
| 2     | Mohamed Wadah Mansour       | LBY  | 56,67     |
| 3     | Christopher Jonathan Sophie | MRI  | 55,88     |
| 4     | Ryan Williams               | NAM  | 53,01     |
| 5     | Akrem Sassi                 | TUN  | 50,63     |
| 6     | Aly Abdelmagied             | EGY  | 47,81     |
| 7     | Mamush Taye Degema          | ETH  | 46,46     |
| 8     | Sié Fahige Kambou           | BFA  | 46,33     |

26. August
Der ursprüngliche Goldmedaillengewinner Shehab Mohamed Abdalaziz aus Ägypten wurde kurz nach den Spielen des Dopings überführt und seine Silbermedaille aberkkant. Silbermedaillengewinner Dotun Ogundeji aus Nigeria wurde nachträglich disqualifiziert, da er zu diesem Zeitpunkt international nicht für Nigeria startberechtigt war.

### Hammerwurf
| Platz | Athlet                | Land | Weite (m) |
| ----- | --------------------- | ---- | --------- |
| 1     | Mostafa el-Gamel      | EGY  | 72,50     |
| 2     | Alaa el-Ashry         | EGY  | 72,04     |
| 3     | Eslam Moussad Seria   | EGY  | 71,36     |
| 4     | Saad Ouahdi           | MAR  | 65,42     |
| 5     | Dominic Ongidi Abunda | KEN  | 61,31     |
| 6     | Walid Araba           | MAR  | 59,66     |
| 7     | Nicolas Li Yun Fong   | MRI  | 59,30     |

29. August

### Speerwurf
| Platz | Athlet              | Land | Weite (m) |
| ----- | ------------------- | ---- | --------- |
| 1     | Julius Yego         | KEN  | 87,73 GR  |
| 2     | Alexander Kiprotich | KEN  | 77,50     |
| 3     | Chinecherem Nnamdi  | NGR  | 73,24     |
| 4     | Okello Othow Ojulu  | ETH  | 71,55 NR  |
| 5     | Claude Chamaken     | CMR  | 71,44 NR  |
| 6     | Abola Ubang         | ETH  | 71,28     |
| 7     | Abdellah Charaii    | MAR  | 69,94     |
| 8     | Kereyu Bulala       | ETH  | 69,91     |

30. August

### Zehnkampf
| Platz | Athlet                  | Land | Punkte |
| ----- | ----------------------- | ---- | ------ |
| 1     | Larbi Bourrada          | ALG  | 7319   |
| 2     | Mustafa Mohamed Ramadan | EGY  | 7099   |
| 3     | Marouane Kacimi         | MAR  | 6607   |
| 4     | Samuel Osadolor         | NGR  | 6472   |

26. und 27. August

## Frauen

### 100 m
| Platz | Athletin              | Land | Zeit (s) |
| ----- | --------------------- | ---- | -------- |
| 1     | Marie-Josée Ta Lou    | CIV  | 11,09    |
| 2     | Gina Bass             | GAM  | 11,13 NR |
| 3     | Bassant Hemida        | EGY  | 11,31 NR |
| 4     | Joy Udo-Gabriel       | NGR  | 11,44 SB |
| 5     | Natacha Ngoye Akamabi | CGO  | 11,54    |
| 6     | Tebogo Mamathu        | RSA  | 11,65    |
| 7     | Maximila Imali        | KEN  | 11,69    |
| 8     | Aniekeme Alphonsus    | NGR  | 11,78    |

Finale: 27. August
Wind: -1,2 m/s

### 200 m
| Platz | Athletin              | Land | Zeit (s) |
| ----- | --------------------- | ---- | -------- |
| 1     | Gina Bass             | GAM  | 22,58 NR |
| 2     | Bassant Hemida        | EGY  | 22,89    |
| 3     | Marie-Josée Ta Lou    | CIV  | 23,00    |
| 4     | Aminatou Seyni        | NIG  | 23,05    |
| 5     | Natacha Ngoye Akamabi | CGO  | 23,44    |
| 6     | Maggie Barrie         | SLE  | 23,57    |
| 7     | Loungo Matlhaku       | BOT  | 23,84    |
|       | Rosemary Chukwuma     | NGR  | DNS      |

30. August

### 400 m
| Platz | Athletin             | Land | Zeit (s) |
| ----- | -------------------- | ---- | -------- |
| 1     | Galefele Moroko      | BOT  | 51,30 PB |
| 2     | Favour Ofili         | NGR  | 51,68 PB |
| 3     | Grace Obour          | GHA  | 51,86 PB |
| 4     | Mary Moraa           | KEN  | 51,97    |
| 5     | Patience Okon George | NGR  | 52,18    |
| 6     | Leni Shida           | UGA  | 52,47    |
| 7     | Beatrice Masilingi   | NAM  | 52,56    |
| 8     | Assia Raziki         | MAR  | 53,24    |

28. August

### 800 m
| Platz | Athletin           | Land | Zeit (min) |
| ----- | ------------------ | ---- | ---------- |
| 1     | Hirut Meshesha     | ETH  | 2:03,16    |
| 2     | Rababe Arafi       | MAR  | 2:03,20    |
| 3     | Halimah Nakaayi    | UGA  | 2:03,55    |
| 4     | Malika Akkaoui     | MAR  | 2:03,78    |
| 5     | Halima Hachlaf     | MAR  | 2:03,82    |
| 6     | Diribe Welteji     | ETH  | 2:04,20    |
| 7     | Noélie Yarigo      | BEN  | 2:04,66    |
| 8     | Souhra Ali Mohamed | DJI  | 2:05,99    |

27. August

### 1500 m
| Platz | Athletin                 | Land | Zeit (min) |
| ----- | ------------------------ | ---- | ---------- |
| 1     | Quailyne Jebiwott Kiprop | KEN  | 4:19,33    |
| 2     | Mary Kuria               | KEN  | 4:20,19    |
| 3     | Lemlem Hailu             | ETH  | 4:20,60    |
| 4     | Malika Akkaoui           | MAR  | 4:20,64    |
| 5     | Esther Chebet            | UGA  | 4:21,04    |
| 6     | Halima Hachlaf           | MAR  | 4:22,59    |
| 7     | Loice Chemnung           | KEN  | 4:24,14    |
| 8     | Neide Dias               | ANG  | 4:24,99    |

30. August

### 5000 m
| Platz | Athletin               | Land | Zeit (min) |
| ----- | ---------------------- | ---- | ---------- |
| 1     | Lilian Kasait Rengeruk | KEN  | 15:33,63   |
| 2     | Hawi Feysa             | ETH  | 15:33,99   |
| 3     | Alemitu Tariku         | ETH  | 15:37,15   |
| 4     | Sarah Chelangat        | UGA  | 15:38,11   |
| 5     | Ejgayehu Taye          | ETH  | 15:39,94   |
| 6     | Lydia Jeruto Lagat     | KEN  | 15:43,56   |
| 7     | Stella Chesang         | UGA  | 15:49,87   |
| 8     | Cavaline Nahimana      | BDI  | 15:57,13   |

26. August

### 10.000 m
| Platz | Athletin            | Land | Zeit (min) |
| ----- | ------------------- | ---- | ---------- |
| 1     | Tsehay Gemechu      | ETH  | 31:56,92   |
| 2     | Zeineba Yimer       | ETH  | 31:57,95   |
| 3     | Dera Dida           | ETH  | 31:58,78   |
| 4     | Irene Jepchumba     | KEN  | 32:05,12   |
| 5     | Caroline Nyaga      | KEN  | 32:24,17   |
| 6     | Monica Chirchir     | KEN  | 32:43,63   |
| 7     | Rachael Zena Chebet | UGA  | 32:48,03   |
| 8     | Marthe Yankurije    | RWA  | 33:17,87   |

29. August

### Halbmarathon
| Platz | Athletin                   | Land | Zeit (h)   |
| ----- | -------------------------- | ---- | ---------- |
| 1     | Yalemzerf Yehualaw         | ETH  | 1:10:26 GR |
| 2     | Degitu Azimeraw            | ETH  | 1:10:31    |
| 3     | Meseret Belete             | ETH  | 1:12:08    |
| 4     | Hellen Jepkurgat Jepkurgat | KEN  | 1:12:29    |
| 5     | Grace Mbuthye Kimanzi      | KEN  | 1:13:16    |
| 6     | Fortunate Chidzivo         | ZIM  | 1:13:47    |
| 7     | Natalia Elisante Sulle     | TAN  | 1:14:33    |
| 8     | Lavinia Ndatjooli Haitope  | NAM  | 1:14:53    |

30. August

### 100 m Hürden
| Platz | Athletin             | Land | Zeit (s) |
| ----- | -------------------- | ---- | -------- |
| 1     | Tobi Amusan          | NGR  | 12,68 GR |
| 2     | Marthe Koala         | BUR  | 13,20    |
| 3     | Taylon Bieldt        | RSA  | 13,40 SB |
| 4     | Grace Ayemoba        | NGR  | 13,46 PB |
| 5     | Rosvitha Okou        | CIV  | 13,72    |
|       | Karel Elodie Ziketh  | CIV  | DNF      |
|       | Sidonie Fiadanantsoa | MAD  | DNF      |
|       | Kemi Francis         | NGR  | DNS      |

28. August
Wind: -0,6 m/s

### 400 m Hürden
| Platz | Athletin                 | Land | Zeit (s) |
| ----- | ------------------------ | ---- | -------- |
| 1     | Vanice Kerubo Nyagisera  | KEN  | 56,95 PB |
| 2     | Lamiae Lhabz             | MAR  | 56,97 SB |
| 3     | Uwemedino Akpan Abasiono | NGR  | 57,66 PB |
| 4     | Zenéy van der Walt       | RSA  | 57,67    |
| 5     | Oarabile Babolayi        | BOT  | 57,96 NR |
| 6     | Wenda Nel                | RSA  | 58,01    |
| 7     | Olga Razanamalala        | MAD  | 59,74 SB |
| 8     | Gebeyanesh Gedecha       | ETH  | 59,79    |

30. August

### 3000 m Hindernis
| Platz | Athletin        | Land | Zeit (min)  |
| ----- | --------------- | ---- | ----------- |
| 1     | Mekides Abebe   | ETH  | 9:35,18     |
| 2     | Mercy Wanjiru   | KEN  | 9:37,53     |
| 3     | Weynshet Ansa   | ETH  | 9:38,56 SB  |
| 4     | Birtukan Adamu  | ETH  | 9:44,86     |
| 5     | Ikram Ouaaziz   | MAR  | 10:03,64 PB |
| 6     | Marwa Bouzayani | TUN  | 10:07,33    |

28. August

### 4 × 100 m Staffel
| Platz | Land         | Athletinnen                                                                 | Zeit (s) |
| ----- | ------------ | --------------------------------------------------------------------------- | -------- |
| 1     | Nigeria      | Joy Udo-Gabriel Mercy Ntia-Obong Jasper Bukola Adekunle Rosemary Chukwuma   | 44,16    |
| 2     | Südafrika    | Tebogo Mamathu Tamzin Thomas Patience Ntshingila Taylon Bieldt              | 44,61    |
| 3     | Kenia        | Maximila Imali Millicent Ndoro Maureen Nyatichi Thomas Joan Cherono         | 45,44    |
| 4     | Namibia      | Globine Isoldia Mayova Beatrice Masilingi Tjipekapora Herunga Jolene Jacobs | 45,55    |
| 5     | Madagaskar   | Sidonie Fiadanantsoa Olga Razanamalala Élodie Embony Claudine Niarosoa      | 46,02    |
| 6     | Burkina Faso | Fatoumata Koala Madina Touré Rokya Fofana Mariam Bance                      | 46,77    |
| 7     | Sambia       | Agness Mazala Lumeka Katundu Hellen Makumba Rhodah Niobvu                   | 47,16    |
| 8     | Ghana        | Flings Owusu-Agyapong Gemma Acheampong Deborah Acquah Halutie Hor           | 47,24    |

28. August

### 4 × 400 m Staffel
| Platz | Land         | Athletinnen                                                        | Zeit (min) |
| ----- | ------------ | ------------------------------------------------------------------ | ---------- |
| 1     | Nigeria      | Kemi Francis Patience Okon George Blessing Oladoye Favour Ofili    | 3:30,32    |
| 2     | Botswana     | Oarabile Babolayi Oratile Nowe Amantle Montsho Galefele Moroko     | 3:31,96    |
| 3     | Uganda       | Stella Wonruku Nashiba Nabirye Emily Nanziri Leni Shida            | 3:32,25    |
| 4     | Kenia        | Linda Kageha Joan Cherono Maureen Nyatichi Thomas Mary Moraa       | 3:32,93    |
| 5     | Südafrika    | Taylon Bieldt Wenda Nel Danel Holten Zenéy van der Walt            | 3:41,17    |
| 6     | Äthiopien    | Tsige Duguma Nigist Getachew Msgana Haylu Zemedkun Worknesh Mesele | 3:41,45    |
| 7     | Sierra Leone | Maggie Barrie Elma Sesay Fatmata Awolo Mary Thomas Tarawally       | 3:47,74    |
|       | Madagaskar   |                                                                    | DNS        |

30. August

### 20 km Gehen
| Platz | Athletin                 | Land | Zeit (h)   |
| ----- | ------------------------ | ---- | ---------- |
| 1     | Emily Wamusyi Ngii       | KEN  | 1:34:41 GR |
| 2     | Grace Wanjiru Njue       | KEN  | 1:34:57    |
| 3     | Yehualeye Beletew Mitiku | ETH  | 1:35:21    |
| 4     | Chahinez Nasri           | TUN  | 1:36:28    |
| 5     | Souad Azzi               | ALG  | 1:38:48    |
| 6     | Mare Betwe Getahun       | ETH  | 1:41:00    |
| 7     | Fadekemi Florence Olude  | NGR  | 1:41:21    |
| 8     | Aynalem Eshetu Shefrawe  | ETH  | 1:44:41    |

28. August

### Hochsprung
| Platz | Athletin               | Land | Höhe (m) |
| ----- | ---------------------- | ---- | -------- |
| 1     | Rose Yeboah            | GHA  | 1,84 PB  |
| 2     | Rhizlane Siba          | MAR  | 1,81 SB  |
| 3     | Ariyat Dibow Ubang     | ETH  | 1,81 NR  |
| 4     | Esther Issa            | NGR  | 1,78     |
| 5     | Doreen Amata           | NGR  | 1,78     |
| 6     | Fatima Zahra el-Alaoui | MAR  | 1,78 PB  |
| 7     | Julia du Plessis       | RSA  | 1,75     |
| 8     | Abigail Kwarteng       | GHA  | 1,75     |

27. August

### Stabhochsprung
| Platz | Athletin         | Land | Höhe (m)   |
| ----- | ---------------- | ---- | ---------- |
| 1     | Dorra Mahfoudhi  | TUN  | 4,31 GR PB |
| 2     | Fatma el-Bendary | EGY  | 4,10 PB    |
| 3     | Dina el-Tabaa    | EGY  | 4,00       |
| 4     | Nour Aly         | EGY  | 3,95 PB    |
|       | Nesrine Brinis   | TUN  | NM         |

27. August

### Weitsprung
| Platz | Athletin                | Land | Weite (m) |
| ----- | ----------------------- | ---- | --------- |
| 1     | Ese Brume               | NGR  | 6,69      |
| 2     | Deborah Acquah          | GHA  | 6,37      |
| 3     | Lynique Beneke          | RSA  | 6,30      |
| 4     | Maximila Imali          | KEN  | 6,27      |
| 5     | Zinzi Chabangu          | RSA  | 6,15      |
| 6     | Esraa Owis              | EGY  | 6,07      |
| 7     | Agate de Sousa          | STP  | 6,05      |
| 8     | Joëlle Mbumi Nkouindjin | CMR  | 6,03      |

29. August

### Dreisprung
| Platz | Athletin                | Land | Weite (m) |
| ----- | ----------------------- | ---- | --------- |
| 1     | Grace Anigbata          | NGR  | 13,75     |
| 2     | Jamaa Chnaik            | MAR  | 13,69     |
| 3     | Zinzi Chabangu          | RSA  | 13,59     |
| 4     | Patience Ntshingila     | RSA  | 13,47     |
| 5     | Lerato Sechele          | LES  | 13,24     |
| 6     | Gloria Mbaika Mulei     | KEN  | 13,00     |
| 7     | Sangoné Kandji          | SEN  | 12,77     |
| 8     | Joëlle Mbumi Nkouindjin | CMR  | 12,72     |

26. August

### Kugelstoßen
| Platz                   | Athletin          | Land | Weite (m) |
| ----------------------- | ----------------- | ---- | --------- |
| 1                       | Ischke Senekal    | RSA  | 16,18     |
| 2                       | Meike Strydom     | RSA  | 14,64     |
| 3                       | Odile Ahouanwanou | BEN  | 13,77     |
| 4                       | Zineb Zeroual     | MAR  | 13,39     |
| 5                       | Zurga Usman       | ETH  | 13,21     |
| 6                       | Sali Nadounké     | BUR  | 12,89     |
|                         | Oyesade Olatoye   | NGR  | DSQ       |
| Auriol Dongmo Mekemnang | CMR               | DNS  |           |

Der ursprünglichen Siegerin Sade Olatoye aus Nigeria wurde die Goldmedaille nachträglich aberkannt, da sie zu diesem Zeitpunkt nicht für Nigeria startberechtigt war.
30. August

### Diskuswurf
| Platz | Athletin         | Land | Weite (m) |
| ----- | ---------------- | ---- | --------- |
| 1     | Chioma Onyekwere | NGR  | 59,91 GR  |
| 2     | Yolandi Stander  | RSA  | 57,75 PB  |
| 3     | Ischke Senekal   | RSA  | 53,95     |
| 4     | Ashley Anumba    | NGR  | 53,45     |
| 5     | Princess Kara    | NGR  | 49,85     |
| 6     | Roselyn Rakamba  | KEN  | 48,40     |
| 7     | Amira Sayed      | EGY  | 47,13     |
| 8     | Dhouibi Rawand   | TUN  | 43,81     |

29. August

### Hammerwurf
| Platz | Athletin              | Land | Weite (m) |
| ----- | --------------------- | ---- | --------- |
| 1     | Lætitia Bambara       | BUR  | 65,28 SB  |
| 2     | Temi Ogunrinde        | NGR  | 64,68     |
| 3     | Zouina Bouzebra       | ALG  | 63,34     |
| 4     | Queen Obisesan        | NGR  | 61,28     |
| 5     | Rawan Barakat         | EGY  | 61,17     |
| 6     | Margo Chene Pretorius | RSA  | 60,30     |
| 7     | Soukaina Zakkour      | MAR  | 59,54     |
| 8     | Samira Addi           | MAR  | 57,33     |

Der ursprünglichen Bronzemedaillengewinnerin Sade Olatoye aus Nigeria wurde die Medaille nachträglich aberkannt, da sie zu diesem Zeitpunkt nicht für Nigeria startberechtigt war.
27. August

### Speerwurf
| Platz | Athletin            | Land | Weite (m) |
| ----- | ------------------- | ---- | --------- |
| 1     | Kelechi Nwanaga     | NGR  | 55,88     |
| 2     | Jo-Ane van Dyk      | RSA  | 55,38     |
| 3     | Sunette Viljoen     | RSA  | 53,44     |
| 4     | Josephine Lalam     | UGA  | 53,39 PB  |
| 5     | Selma Rosun         | MRI  | 51,81     |
| 6     | Salome Moraa        | KEN  | 48,79     |
| 7     | Damacline Nyekereri | KEN  | 48,19     |
| 8     | Sherine Hussein     | EGY  | 47,33     |

28. August

### Siebenkampf
| Platz | Athletin      | Land | Punkte  |
| ----- | ------------- | ---- | ------- |
| 1     | Marthe Koala  | BUR  | 5866    |
| 2     | Kemi Francis  | NGR  | 5683 PB |
| 3     | Nada Chroudi  | TUN  | 5302    |
| 4     | Hoda Hagras   | EGY  | 5272    |
| 5     | Regina Yeboah | GHA  | 4857    |
| 6     | Noura Ennadi  | MAR  | 4717 PB |
| 7     | Aminata Bah   | MLI  | 4456 NR |

28. und 29. August

## Abkürzungen
- GR = Rekord der Spiele (engl. Games Records)
- NR = nationaler Rekord
- PB = persönliche Bestleistung
- SB = persönliche Saisonbestleistung
- DSQ = disqualifiziert (engl. Disqualified)
- DNS = Wettkampf nicht angetreten (engl. Did Not Start)
- DNF = Wettkampf nicht beendet (engl. Did Not Finish)